# William Curtis
No confundir con el historiador de la arquitectura y artista William J. R. Curtis.
William Curtis (1746 – 1799) fue un farmacéutico, botánico y entomólogo inglés, nacido en Alton (Hampshire).

## Biografía
Curtis comenzó como boticario, antes de prestar atención a la botánica y otras ramas de la historia natural. Las documentos que publicó alcanzaron una audiencia mucho más amplia de la que se habían propuesto obras anteriores sobre el mismo tema. A los 25 años, publicó Instrucciones para coleccionar y preservar insectos; particularmente polillas y mariposas.
Curtis fue expositor de plantas y Praefectus Horti en el Jardín botánico de Chelsea de 1771 a 1777. Fundó su propio Jardín botánico en Londres, en Lambeth en 1779, mudándose a Brompton en 1789. En 1777 publicó el primer volumen de Flora Londinensis, trabajo pionero que se dedicaba por entero a la naturaleza urbana y consistía en 6 volúmenes, el último de los cuales, constaba de título e índice y se produjo en 1798. Aunque no resultó un éxito comercial, siguió publicando, en 1787 salió a la luz The Botanical Magazine, el cual incluía láminas coloreadas por artistas como James Sowerby, Sydenham Edwards, y William Kilburn.

## Otras publicaciones
- History of the Browntail Moth. 1782

- Practical observations on the British grasses. 1790, 7ª ed. 1834

- An Abridgement of the Flora londinensis. 1792

- Lectures of Botany. 1805 (editó S. Curtis)

## Honores

### Eponimia
Género
- (Cornaceae) Curtisia Aiton[3]

Su publicación continuó como la prestigiosa revista botánica, Curtis's Botanical Magazine. Tanto los ilustradores James Sowerby como Sydenham Edwards dieron comienzo a sus carreras en ella.
- La abreviatura «Curtis» se emplea para indicar a William Curtis como autoridad en la descripción y clasificación científica de los vegetales.[4]

## Referencias

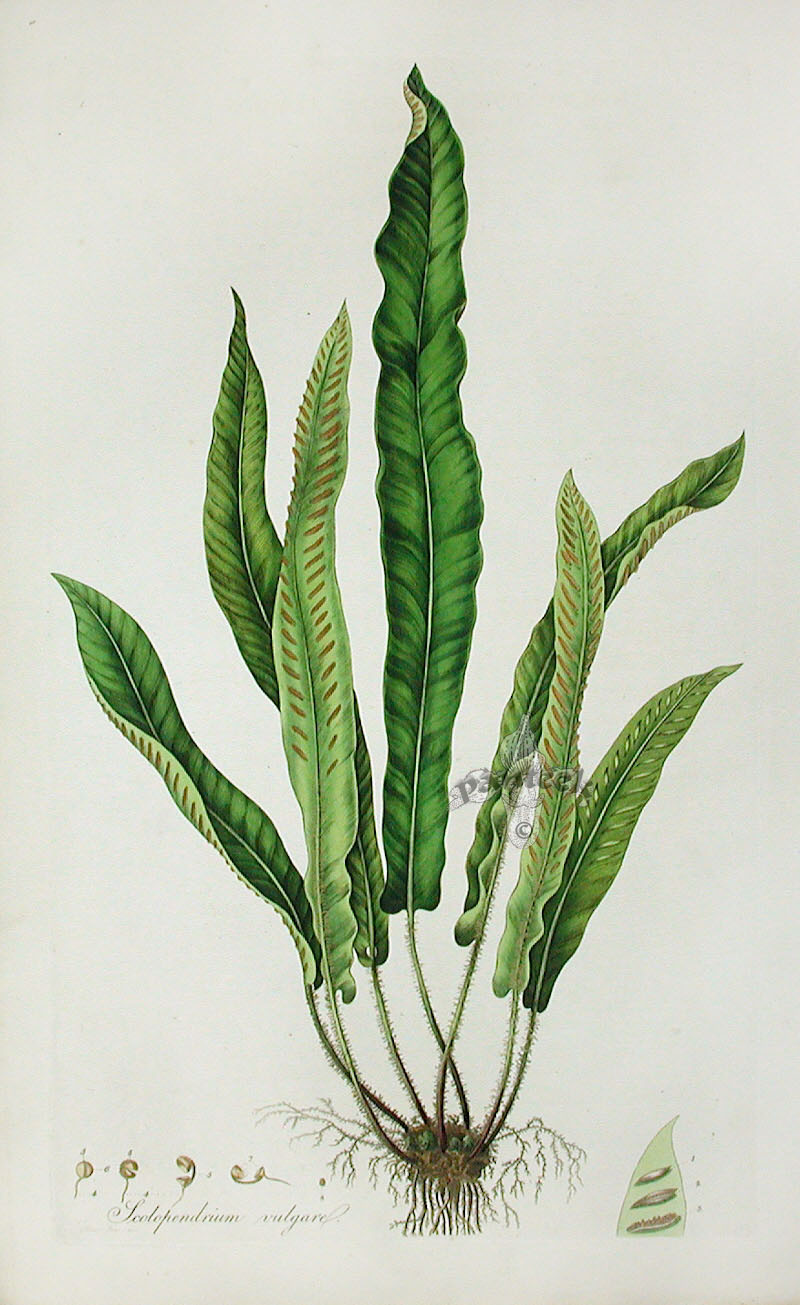
Scolopendrium vulgare, de la Flora Londinensis de William Curtis.